# Germano Lombardi
Germano Lombardi (Oneglia, 10 ottobre 1925 – Parigi, 12 dicembre 1992) è stato uno scrittore italiano, tra i fondatori del Gruppo 63.

## Biografia
Studia a Firenze, decide d'iscriversi al corso di medicina che abbandona dopo essersi cimentato nella messa in scena dei Drammi Marini di Eugene Gladstone O'Neill  presso il Teatro dell'Università. Sempre a Firenze partecipa ai movimenti anarchici del primo dopoguerra e collabora con alcuni fogli libertari locali.
Abbandona il capoluogo toscano nel 1947 per diventare prima marinaio e poi manovale.
Si stabilisce a Milano dove decide di dedicarsi al mondo della pubblicità.
Nel 1957 prende la grande decisione e, complice una crisi familiare, decide d'abbandonare le sicurezze raggiunte per dedicarsi esclusivamente alla scrittura.
Vive prima a Londra poi tra Parigi e Roma per un certo periodo stabilendosi poi a Roma dove frequenta la galleria La Tartaruga redigendo testi critici per gli amici Cy Twombly, Mario Schifano, Pino Pascali e Tano Festa e continuando a scrivere e pubblicare romanzi. È tra i fondatori del Gruppo 63 e partecipa alle riunioni del movimento nell'ambito delle quali vengono rappresentati alcuni suoi testi teatrali.
Viaggia spesso in America del Sud ed è stato tra i primi in Italia a occuparsi del dittatore haitiano François Duvalier, detto Papà Doc.
A cavallo tra gli anni settanta e ottanta si trasferisce a Parigi.
Ha collaborato con L'Espresso e la Repubblica.
Suoi grandi amici sono stati Bernardo Valli e Sandro Viola. Il suo archivio è conservato presso il Centro per gli studi sulla tradizione manoscritta di autori moderni e contemporanei dell’Università di Pavia.

## Scritti
- Villa con prato all'inglese

Il romanzo è costruito come una sorta di raffinato giallo dal finale aperto. La vicenda si svolge quasi interamente tra Oneglia, Porto Maurizio e Sanremo, in una Riviera di Ponente insolita, popolata di figure cosmopolite, bizzarre già nei nomi, losche o altolocate, comunque misteriose. Lombardi guida sapientemente il lettore alla scoperta di vecchi misteri che s'intrecciano a moderni crimini e a insospettabili compromissioni.
In una lingua tersa e briosa, dalle molte eleganze, lo scrittore ligure rivela tutto il suo talento di caratterista nell'originale galleria umana messa in scena. Dialoghi acutissimi e vivaci.

## Cronologia delle opere
Narrativa
- Barcelona, novembre 1963, Milano, Feltrinelli
- L'occhio di Heinrich, ottobre 1965, Milano, Feltrinelli
- La linea che si può vedere, aprile 1967, Milano, Feltrinelli
- Il confine, maggio 1971, Milano, Feltrinelli
- Cercando Beatrix, settembre 1976, Milano, Rizzoli
- Villa con prato all'inglese, ottobre 1977, Milano, Rizzoli
- Chi è Beatrix, 1979, Milano, Rizzoli
- China il vecchio, 1987, Milano, Coliseum, finalista al Premio Bergamo[2]
- L'instabile Atlantico, 1993, Torino, Bollati Boringhieri

Opere ripubblicate
- Villa con prato all'inglese, Il Canneto Editore, Genova 2010
- Barcelona, Il Canneto Editore, Genova 2012

Teatro
- Quartetto su motivo padovano, 1963
- I sigari di Jupiter, 1965
- Il tiranno di Haiti, Palermo, Sellerio, 1996